# Schmächtiger Meerkohl
Der Schmächtige Meerkohl (Crambe strigosa) ist eine Pflanzenart aus der Gattung Meerkohl (Crambe). Er ist auf den Kanarischen Inseln endemisch und wird dort mit dem spanischen Trivialnamen Col de risco bezeichnet.

## Beschreibung
Der Schmächtige Meerkohl ist ein kleiner Strauch, der Wuchshöhen bis zu 1,5 Meter erreicht. Die verholzte Sprossachse ist glatt. Die bis zu 20 Zentimeter langen, einfachen Laubblätter sind eiförmig mit einer rauen Oberfläche. Die Blattränder sind unregelmäßig mit kleinen, abgerundeten Zähnen gezähnt. Die Blattstiele der adulten Laubblätter tragen ein Paar fast gegenüberstehender Öhrchen. Ausgewachsene Blätter sind sehr dicht behaart.
Der vielverzweigte, rispige Blütenstand enthält viele kleine Blüten. Die kleinen, zwittrigen Blüten sind vierzählig. Die weißen Kronblätter sind deutlich länger als der Kelch und an sind der Basis zugespitzt (genagelt). Die Frucht ist eine schwach viergerippte Schote.
Die Chromosomenzahl ist 2n = 30.

## Verbreitung
Der Schmächtige Meerkohl findet sich auf Teneriffa und auf La Gomera. Auf Teneriffa ist er lokal auf Klippen und Anhöhen in Lorbeerwäldern häufig, im Flachland ist er nur vereinzelt zu finden. Fundorte liegen bei Cruz de Taganana, El Bailadero, Bajamar, Aguamansa, Icod de los Vinos, Los Silos und im Barranco del Agua in Höhenlagen zwischen 400 und 1000 Meter.
Es wird auch immer wieder von Beständen auf El Hierro berichtet; hierbei handelt es sich aber höchstwahrscheinlich um eine eigene Art Crambe feijoi Santos. Auf La Palma wurden Exemplare im Barranco del Agua gefunden, deren Artzuordnung aber zweifelhaft ist.
Pflanzensoziologisch gehört die Art in die Klasse Pruno-Lauretea azoricae.

## Systematik
Innerhalb der Gattung Crambe wird der Schmächtige Meerkohl mit 13 anderen Arten in die Sektion Dendrocrambe DC. gestellt. Molekulargenetische Untersuchungen ergaben darüber hinaus, dass eine monophyletische Gruppe aus den fünf Arten Crambe pritzelii, Crambe santosii, Crambe strigosa, Crambe tamadababensis, und Crambe wildpretii existiert. Nächster Verwandter von Crambe strigosa scheint Crambe wildpretii zu sein. Die Verwandtschaft innerhalb der Gruppe stellt folgendes Kladogramm dar:
|  | Crambe pritzelii      |
|  |                       |
|  | Crambe tamadababensis |
|  |                       |

|  | Crambe santosii                                                       |
|  |                                                                       |
|  | \| \| Crambe strigosa \| \| \| \| \| \| Crambe wildpretii \| \| \| \| |
|  |                                                                       |
|  | Crambe strigosa                                                       |
|  |                                                                       |
|  | Crambe wildpretii                                                     |
|  |                                                                       |

|  | Crambe strigosa   |
|  |                   |
|  | Crambe wildpretii |
|  |                   |

|  | Crambe pritzelii      |
|  |                       |
|  | Crambe tamadababensis |
|  |                       |

|  | Crambe santosii                                                       |
|  |                                                                       |
|  | \| \| Crambe strigosa \| \| \| \| \| \| Crambe wildpretii \| \| \| \| |
|  |                                                                       |
|  | Crambe strigosa                                                       |
|  |                                                                       |
|  | Crambe wildpretii                                                     |
|  |                                                                       |

|  | Crambe strigosa   |
|  |                   |
|  | Crambe wildpretii |
|  |                   |